# Grand Sud Logistique
Grand Sud Logistique est une zone d'aménagement concerté destinée aux activités logistiques, principalement. Elle est située en Tarn-et-Garonne, en France. Sa création a démarré en 2010 à l'initiative du Conseil Départemental de Tarn-et-Garonne et des communes de Campsas, Labastide-Saint-Pierre et Montbartier. Elle est à ce jour l'une des zones d'activité les plus importantes du Sud-Ouest de la France en termes d'accueil d'entreprises logistiques et de services associés à la logistique.

## Contexte
L'aménagement de la Z.A.C. Grand Sud Logistique est géré par la communauté de communes Grand Sud Tarn-et-Garonne depuis le 1er janvier 2017. Jusqu'au 31 décembre 2016, la gestion de la Z.A.C. dépendait d'un Syndicat Mixte, composé du Conseil Départemental de Tarn-et-Garonne et des communes partenaires. Ce transfert a été opéré dans le cadre de la loi NOTRe, qui vise notamment à renforcer les compétences des régions et des établissements publics de coopération intercommunale. 

## Infrastructures

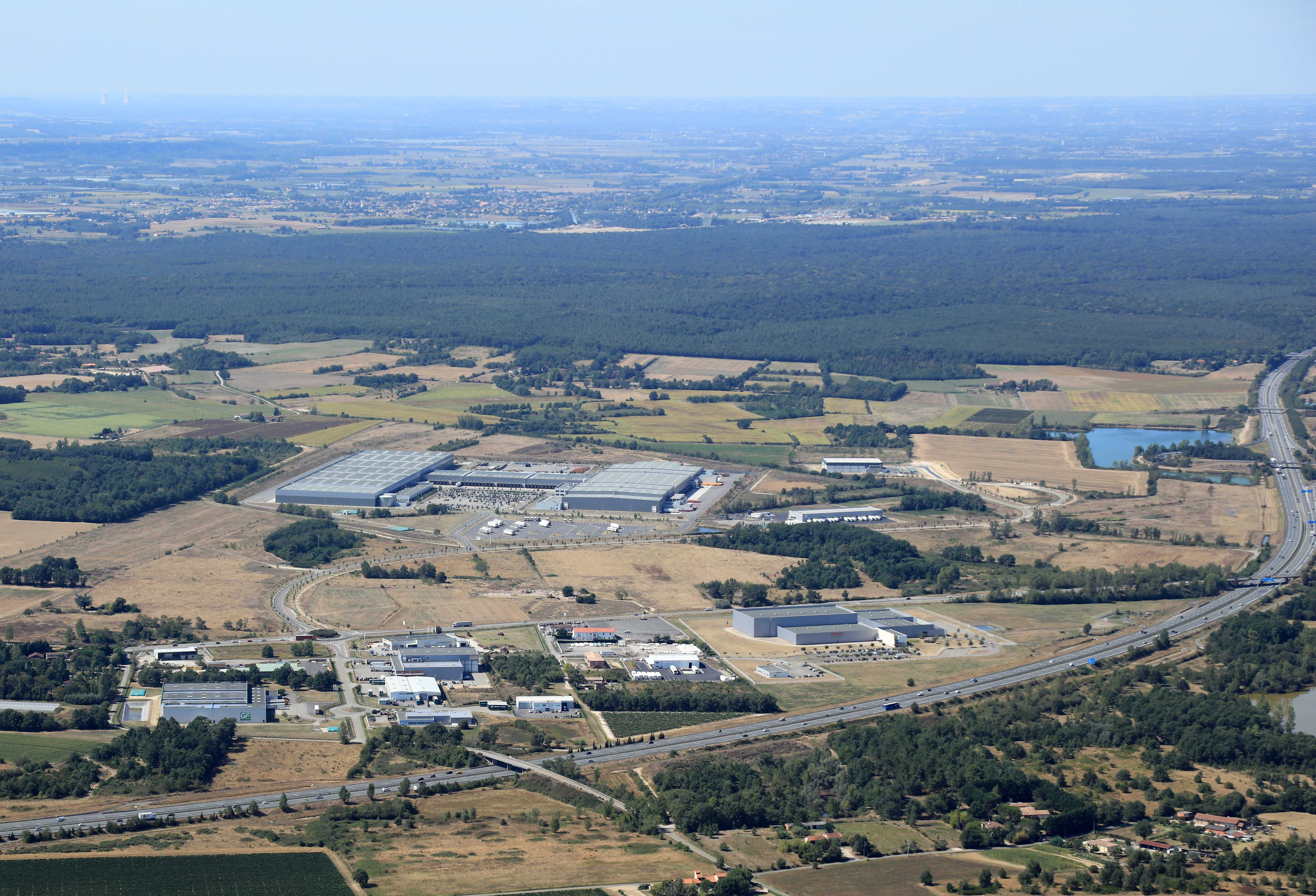
Z.A.C. Grand Sud Logistique en 2016

Présente sur les communes de Campsas, Labastide-Saint-Pierre et Montbartier, la plate-forme logistique couvre une surface totale de 450 hectares et dispose de tous les services nécessaires afin d’accueillir dans les meilleures conditions les entreprises du secteur de la logistique.
- Situé à seulement 10 minutes du Sud de Montauban et 30 minutes de Toulouse[2], le site est positionné au carrefour des autoroutes A20 (axe Paris-Toulouse) et A62 (axe Bordeaux-Sète).
- Un projet d'embranchement ferré particulier permettra la desserte de la zone par le Réseau Ferré National (RFN). Il sera géré par un Opérateur Ferroviaire de Proximité (OFP), inconnu à ce jour[3].
- Une zone de services, destinée principalement aux chauffeurs poids-lourds et aux salariés de la zone d'activité est en cours d'aménagement. Elle sera composée de restaurants, hôtels, une crèche et de services liés aux activités des entreprises implantées.
- Le respect de l'environnement est pris en compte par la gestion des espaces boisés, des pâtures, des zones humides et de la biodiversité présente dans le secteur[4].

## Entreprises présentes ou en cours d'installation

### Nord de la Z.A.C
Le secteur nord de la Z.A.C. Grand Sud Logistique est réservé pour le déploiement des grandes surfaces logistiques. On y trouve des entreprises locales, nationales et internationales.
| NOM ENTREPRISE                           | NATURE DE L'ENTREPRISE                                      | SURFACE (en m²)                                      | NOMBRE DE SALARIES (2017) | Autres informations                                                                                      |
| ---------------------------------------- | ----------------------------------------------------------- | ---------------------------------------------------- | ------------------------- | --- |
| Astr'in Transport & Logistics            | Transporteur routier / Logisticien                          | 12.843                                               | NC                        | Plateforme mise en service en 2023                                                                       |
| Les Mousquetaires                        | Distributeur alimentaire                                    | 90.000                                               | 450                       | Première tranche mise en service en 2011. Seconde tranche en 2014. Sous-traitants : Denjean et STEF.     |
| Saint-Jean-Transport                     | Transporteur routier                                        | 3.000                                                | 30                        | Plateforme mise en service en 2016                                                                       |
| Novacoop                                 | Coopérative fruitière agricole                              | 3000                                                 | 10                        | Plateforme mise en service en 2016.                                                                      |
| Action                                   | Distributeur non alimentaire                                | 45000                                                | 300 (à terme)             | Plateforme mise en service en juillet 2017.                                                              |
| Easydis                                  | Distributeur alimentaire                                    | 95000                                                | 500 (à terme)             | Plateforme mise en service en mars 2019.                                                                 |
| PRD (Highlands Montbartier)              | Gestionnaire de parc immobilier                             | 32000                                                | 30                        | Plateforme mise en service en janvier 2019. Installation de WELDOM (Denjean Logistique) en janvier 2023. |
| Denjean Logistique                       | Gestionnaire de parc immobilier                             | 49000                                                | 150                       | Plateforme mise en service en janvier 2020 pour le compte de Leroy Merlin et Intermarché.                |
| SAS 4D                                   | Gestionnaire de parc immobilier                             | 4000                                                 | NC                        | Transports Breger en février 2019. Base Organic Food en février 2020. TME82 en 2021.                     |
| Serge Dutouron                           | Vente en ligne des pièces pour cycles VTT et vélo de course | 2500                                                 | NC                        | Démarrage des travaux en septembre 2019. Bâtiment livré janvier 2021.                                    |
| Jacky Perrenot - Le Calvez               | Transport routier / logisticien                             | 40000 (7000 m² de bâtiments et 33000 m² de voiries). | NC                        | Démarrage des travaux en mai 2020 Livraison de la plateforme printemps 2021.                             |
| Argan                                    | Gestionnaire de parc immobilier                             | 37000                                                | NC                        | Fin des travaux en juin 2023 (entrepôt loué en partie à Décathlon).                                      |
| DPD                                      | Société de messagerie                                       | 2806                                                 | NC                        | Bâtiment livré en mai 2022                                                                               |
| Transports Alain Barrau SARL             | Transporteur routier                                        | NC                                                   | NC                        | Exploitation courant 2021                                                                                |
| M.C.I Mécanique Carrosserie Industrielle | Société de réparation de PL                                 | NC                                                   | NC                        | Exploitation courant 2019                                                                                |

### Sud de la Z.A.C (la zone d'activités de SÉPAT)
Cette partie de la Z.A.C. Grand Sud Logistique, située à Campsas, s'étend sur une douzaine d'hectares et a pour ambition d'accueillir des entreprises locales.
| NOM ENTREPRISE     | NATURE DE L'ENTREPRISE     | SURFACE (en m²) | NOMBRE DE SALARIES (2017) | Autres informations |
| ------------------ | -------------------------- | --------------- | ------------------------- | ------------------- |
| Debard Automobiles | Mandataire automobile      | 3000            | 20                        |                     |
| Antavia            | Sous-traitant Aéronautique | 6000            | 50                        |                     |
| Gaulard            | Transporteur               | /               | 10                        |                     |
| Petracco           | Garage automobile          | /               | 10                        |                     |

## Équipements présents au sein de la ZAC

### Zone de services pour les entreprises
| Nom équipement         | Informations complémentaires           |
| ---------------------- | -------------------------------------- |
| Station service AVIA   | Mis en service mai 2019.               |
| Restaurant routier     | Démarrage des travaux non communiqués. |
| Parking PL             | Démarrage des travaux non communiqués. |
| Carrossier + dépanneur | Démarrage des travaux en août 2019.    |

### Zone de services pour les salariés
Il est prévu de réaliser un espace pour les salariés comprenant : hôtel, service de restauration, crèche inter-entreprises, agence d'intérim, centre de formation, établissement bancaires …
Un appel d'offres pour aménager un lot de 9 hectares s'est clôturé en décembre 2018.
A la demande des entreprises présentes sur la zone, un service de transport en commun pour les salariés a été mis en œuvre à la rentrée scolaire 2022. La ligne 811 du réseau régional liO relie la zone logistique à la gare et au centre-ville de Montauban d'un côté, et de l'autre aux communes voisines de Campsas, Dieupentale, Bessens et Verdun-sur-Garonne. 6 à 7 allers-retours desservent la zone du lundi au vendredi, essentiellement aux heures de pointe. 